# Valarie Pettiford
Valarie Pettiford née le 8 juillet 1960 dans l'arrondissement du Queens à New York (États-Unis) est une actrice de théâtre, de cinéma et de télévision, danseuse et chanteuse de jazz américaine. Elle a reçu un Tony Award pour son rôle dans le spectacle musical Fosse.

## Biographie

### Jeunesse et formation
Valarie Pettiford est la fille de Blanch Pettiford et de Ralph Pettiford, elle a une sœur Attonia Pettiford. Elle suit ses études secondaires à la High School of Performing Arts (en) de Manhattan.

## Comédies musicales
- 1978 : A Broadway Musical, de Charles Strouse, Lee Adams et William F. Brown (writer) (en), monté au Lunt-Fontanne Theatre[3],
- 1981-1983 : DukeEllington's Sophisticated Ladies, monté au Lunt-Fontanne Theatre[3],
- 1985 : Grind , de Fay Kanin, Larry Grossman et Ellen Fitzhugh, monté au Mark Hellinger Theatre[4].
- 1987 : West Side Story
- 1995 - 1996 : Show Boat
- 1999 - 2000 : Chicago
- 2002 : Gentlemen Prefer Blondes
- 2006 : The Wiz

## Filmographie

### Cinéma
- 1990 : Street Hunter de John A. Gallagher : Denise
- 2001 : Confidences de William Branden Blinn (court-métrage) : Sean
- 2001 : Glitter de Vondie Curtis-Hall : Lillian Franck
- 2002 : Magic Baskets de John Schultz : Madame Boyd
- 2003 : Paris de Ramin Niami : Terry
- 2007 : Steppin', de Sylvain White : Tante Jackie
- 2009 : Why Am I Doing This? de Tom Huang : Natalie
- 2010 : Pourquoi je me suis marié aussi ? de Tyler Perry : Harrier
- 2010 : Not Your Time de Jay Kamen (court métrage) : Angel of Death
- 2011 : Jumping the Broom de Salim Akil : Tante Geneva
- 2012 : Dance Battle America de Chris Stokes : Madame Williams
- 2012 : Note to Self de Trey Haley : Mildred « Momma » King
- 2012 : Birth Mother de Robert Hensley (court métrage) : Olivia
- 2013 : The Dempsey Sisters de Roger Malvin : Elizabeth Dempsey
- 2015 : My Favorite Five de Paul D. Hannah : Pamela Colburn
- 2016 : The Secrets of Emily Blair de Joseph Patrick Genier : Détective Henson
- 2016 : A Moment de Robert Hensley (court métrage) : Dana
- 2016 : Boy Bye de Chris Stokes : Linda
- 2017 : The Preacher's Son de Trey Haley : Lady Charlene Wilson
- 2018 : The Choir Director de Trey Haley : Lady Charlene Wilson
- 2018 : No More Mr Nice Guy de  Trey Haley : Lorna Monroe
- 2018 : We Belong Together Chris Stokes : Diane
- 2019 : Blind Sight de Corbin Reid (court métrage) : Cheryl
- 2020 : If Not Now, When? de Tamara Bass et Meagan Good : Lorna
- 2020 : Surviving in L.A. de Abbi Lake O'Neill : Suzanne
- 2020 : Histoires d'amour d'Eleanor Coppola : Wendy
- 2021 : Senior Moment de Giorgio Serafini : Juge Alice Miller
- 2022 : Six de L. Gustavo Cooper : Nyam

### Télévision

#### Séries télévisée
- 1988 : Equalizer (saison 3 - épisode 18) : Jackie
- 1988-1990 : Another World (24 épisodes) : Det. Courtney Walker
- 1990-1994 : On ne vit qu'une fois (53 épisodes) : Dr. Sheila Price
- 1996 : The Sentinel (saison 2 - épisode 2) : Angie Ferris
- 1997 : Les Dessous de Palm Beach (saison 7 - épisode 1) : Prêtresse
- 1997 : Chérie, j'ai rétréci les gosses (2 épisodes) : Bianca Fleischer
- 1997-1998 : Fame L.A. (3 épisodes) : Sylvia Williams
- 1998 : Walker, Texas Ranger (saison 6 - épisode 21) : Angel Blake
- 1998 : Sliders : Les Mondes parallèles (saison 4 - épisode 10) : Dr. Grace Venable
- 1999 : X-Files : Aux frontières du réel (saison 6 - épisode 11) : FBI agent
- 2001 : Jack and Jill (saison 2 - épisode 3) : Gabi
- 2001 : Sabrina, l'apprentie sorcière (saison 5 - épisode 16) : Calliope
- 2001 : Frasier (saison 8 - épisode 15) : P.R. Woman
- 2002 : Men, Women & Dogs (saison 1 - épisode 10) : Teri Forrester
- 2002 : À la Maison-Blanche (saison 3 - épisode 19) : Janice
- 2002-2004 : Washington Police (8 épisodes) : Gayle Noland
- 2002-2006 : Half and Half : Deirdre « Big Dee Dee » LaFontaine Thorne
- 2006 : Les Experts : Miami (saison 4 - épisode 22) : Dr. Lana Whitford
- 2007 : Les Experts (saison 7 - épisode 17) : Susan Latham
- 2007 : Bones (saison 2 - épisode 15) : Ellen Laskow
- 2008-2011 : House of Payne (6 épisodes) : Sandra Lucas
- 2009 : Esprits criminels (saison 4 - épisode 12) : Sharon Morris
- 2012 : The Cape (saison 1 - épisode 4) : Juge Preston
- 2012 : The Finder (saison 1 - épisode 2) : Chatney Dubois
- 2012 : Hart of Dixie (saison 1 - épisode 15) : Carolyn Hayes
- 2012 : Bunheads (saison 1 - épisode 2) : Vi
- 2012 : Treme (2 épisodes) : Victorine Fornerat-Williams
- 2013 : Un flic d'exception (4 épisodes) : Maxine Owen
- 2013 : True Blood (2 épisodes) : Mary Wright
- 2015-2016 : Born Again Virgin (3 épisodes) : Beverly
- 2015-2023 : The Blacklist (saison 2 - épisode 20) : Charlene Cooper
- 2016 : Black-ish (17 épisode) : Donna Duckworth
- 2017 : Being Mary Jane (10 épisodes) : Ronda Sales
- 2017-2018 : Valor (6 épisodes) : Simone Porter
- 2018-2024 : The Family Business : Charlotte Duncan
- 2018-2021 : A Discovery of Witches : Emily Mather
- 2021 : Home Economics (saison 1 - épisode 4) : Rachel
- 2021 : A Luv Tale: The Series (3 épisodes) : Diana
- 2021 : NCIS : Enquêtes spéciales (2 épisodes) : Sonia Eberhart
- 2022 : The First Wives Club (2 épisodes) : Nancy
- 2022-2024 : The Equalizer (3 épisodes) : Carol Dante
- 2022-2023 : The Rookie: Feds (3 épisodes) : Ruth Jackson
- 2023 : Truth Be Told : Le Poison de la vérité (2 épisodes) : Leona Parnell
- 2023 : Act Your Age (épisode 6) : Christy
- 2024 : Les Baxters (6 épisodes) : Diane
- 2024 : How to Die Alone (2 épisodes) : Vanessa
- depuis 2024 : Les Feux de l'Amour : Amy Lewis

#### Téléfilms
- 2009 : Anatomy of Hope : Deanna Rivers
- 2013 : Love Will Keep Us Together : Paula
- 2015 : Will to Love : Avyon Hawkins
- 2015 : Un mariage en famille : Angela
- 2018 : Noël à l'unisson : Faith Williams
- 2021 : Merry Switchemas de Christopher Nolen : Colleen
- 2021 : Hip Hop Family Christmas : Nancy
- 2022 : Hip Hop Family Christmas Wedding : Nancy Shannon
- 2023 : A Wesley Christmas Wedding : Diana Johnson Benton
- 2024 : Too Many Christmases : Regina